# Giuseppe Felice Tosi
Giuseppe Felice Tosi (28. února 1619, Modena – 14. prosince 1693 tamtéž) byl italský varhaník a hudební skladatel.

## Život
Narodil se 28. února 1619 v Modeně. Začínal jako zpěvák a hudebník v bazilice sv. Petra v Bologni. Zde také zřejmě získal hudební vzdělání. Byl zakládajícím členem boloňské filharmonické akademie (Accademia Filarmonica Bolognese) v roce 1666. Jeho první známé skladby pocházejí až z roku 1674, kdy zkomponoval operu Il Celindo. Opera byla však uvedena na scénu až roku 1677.
V letech 1680–1683 byl kapelníkem Accademie della Morte ve Ferraře a poslední rok i ve ferrarské katedrále. V roce 1686 byl kapelníkem v Bologni v chrámu San Giovanni in Monte. Od 7. července 1692 až do své smrti byl varhaníkem v bazilice sv. Petra v Bologni.
Jeho syn, Pier Francesco Tosi, byl rovněž úspěšným skladatelem.

## Dílo
Kromě několika oper komponoval převážně chrámovou hudbu ve stylu typickém pro druhou polovinu 17. století.
Opery
- Il Celindo (1677 Cento)
- Atide (společně s P. degli Antoni a G. A. Perti, 1679 Bologna)
- Erismonda (1681 Bologna)
- Il Vespasiano (společně s Pallavicino, karneval 1683 Ferrara)
- Traiano (1684 Benátky)
- Aladario (1685 Ferrara)
- Il Giunio Bruto (1686 Bologna)
- Orazio (libreto Vincenzo Grimani, 1688 Benátky)
- Amulio e Numitore (1689 Benátky)
- Pirro e Demetrio (1690 Benátky)
- L'incoronazione de Serse (1690 Benátky)
- L'Alboino in Italia (1691 Benátky)